# 田嶋はる
田嶋 はる（たじま はる、1983年10月5日 - ）本名・田島 佳代子（たじま かよこ）は、日本の女子キックボクサーで、中学教師である。熊本県生まれで埼玉県小川町出身。アクティブJ三軒茶屋ジムを経て現在はreversaL Gym OKINAWA CROSS×LINE所属。元WPMF世界ミニフライ級王者。

## 来歴
中学では陸上競技部、高校ではバスケットボール部、日本体育大学では少林寺拳法部に所属。
在学中にアクティブJに所属しキックボクシングを始める。
2007年3月31日、リングネームを田島はるとしてプロデビュー。東邦中学校に体育教師として赴任する傍ら、プロとして活動。
2007年9月9日、J-GIRLSミニフライ級新人王を獲得。
2008年3月2日の試合よりリングネームを田嶋はるに変更した。
2008年11月9日、紅絹を2-0判定で下し第2代J-GIRLSミニフライ級王者となった。
2009年7月26日、メインイベントで神村江里加の挑戦を受けるが、0-2判定でプロ初黒星を喫するとともに王座陥落となった。
2010年1月23日、REBELS旗揚げ戦でちはると対戦し、2-0の判定勝ちを収めた。
2010年6月20日、J-GIRLS KOREAのメインイベントでホ・ソンボクと対戦し、TKO勝ちを収めた。
2010年10月17日、J-GIRLS Japan Queen Tournament 2010 準決勝で杉貴美子と対戦し、1-2の判定負け。大会前から「重大発表」「優勝して言いたいことがある」としていたが、試合後の大会休憩中にリングに上がり同年12月をもって現役引退することを発表した。
2010年12月12日、J-NETWORK「J-GIRLS 女祭り 2010 〜戦う女は美しい〜」で「田嶋はる引退記念スペシャルエキシビションマッチ」を行い、1Rはグレイシャア亜紀、2Rは紅絹、3RはPIRIKAが対戦相手となり、4Rには師匠である牧裕三が対戦相手となった。試合後は10カウントゴングに送られた。
その後浜松市を経て2012年に沖縄県に転居し、砂辺光久率いるワイルドシーサー那覇（2014年1月よりCROSS×LINEに改称）でトレーナーを務めていたが、2013年に2014年の1年限定で現役復帰することを決意し、12月15日の「TENKAICHI 69」で復帰記念のエキシビションマッチを行った。
2014年5月18日の「TENKAICHI 71」で伊藤紗弥相手に復帰戦を行い、3-0の判定勝ち。
9月7日にはWPMF日本女子ピン級王座を賭けて伊藤と再戦するも、0-3の判定で敗れる。この試合から、勤務先でもある沖縄女子短期大学とスポンサー契約を結ぶ。
9月28日には神村エリカの引退エキシビションの相手を務めた。
12月20日、4年ぶりにJ-NETWORKに参戦し、WPMF日本女子アトム級王座を賭けて紅絹と6年ぶりに対戦、3-0の判定勝ちで王座を獲得した。
2015年5月31日、沖縄コンベンションセンターにて、WPMF世界ミニフライ級タイトルマッチを行う。現王者・ドゥワンダーウノーイに挑戦者として挑む一戦。結果、5RにTKO勝利を収め、念願でもあったWPMF世界ミニフライ級王者となる。
2017年5月10日、「ROAD TO KNOCK OUT」で2年ぶりに試合を行い、小林愛三と判定1-1の引き分け。
2017年10月4日 KNOCK OUT vol.5で小林愛三と再戦し、判定0-3で敗れる。

## 戦績
| キックボクシング 戦績 | キックボクシング 戦績 | キックボクシング 戦績 | キックボクシング 戦績 | キックボクシング 戦績 | キックボクシング 戦績 | キックボクシング 戦績 |
| --------------------- | --------------------- | --------------------- | --------------------- | --------------------- | --------------------- | --------------------- |
| 20 試合               | (T)KO                 | 判定                  | その他                | 引き分け              | 無効試合              |                       |
| 17 勝                 | 3                     | 14                    | 0                     | 0                     | 0                     |                       |
| 3 敗                  | 0                     | 3                     | 0                     | 0                     | 0                     |                       |

| 勝敗 | 対戦相手         | 試合結果                   | 大会名                                                                                                   | 開催年月日     |
| ○    | 紅絹             | 2分5R終了 判定3-0          | J-NETWORK「J-NEXUS 2014 ～男女祭り～」 【WPMF日本女子アトム級王座決定戦】                                | 2014年12月20日 |
| ×    | 伊藤紗弥         | 2分5R終了 判定0-3          | ワイルドシーサー「TENKAICHI 73 -ALL STARS-」 【WPMF日本女子ピン級王座決定戦】                            | 2014年9月7日   |
| ○    | 伊藤紗弥         | 2分3R終了 判定3-0          | ワイルドシーサー「TENKAICHI 71」                                                                         | 2014年5月18日  |
| ×    | 杉貴美子         | 2分3R+延長R終了 判定1-2    | J-NETWORK「J-GIRLS Catch The stone〜11」 【J-GIRLS Japan Queen Tournament 2010 準決勝】                  | 2010年10月17日 |
| ○    | ジェット・イズミ | 2分3R終了 判定3-0          | J-NETWORK「J-GIRLS Catch The stone〜10」 【J-GIRLS Japan Queen Tournament 2010 1回戦】                   | 2010年9月20日  |
| ○    | ホ・ソンボク     | 3R 0:43 TKO（負傷）        | J-GIRLS KOREA                                                                                            | 2010年6月20日  |
| ○    | ちはる           | 2分3R終了 判定2-0          | REBELS                                                                                                   | 2010年1月23日  |
| ○    | パク・ヘウォン   | 1R 1:45 KO（右ハイキック） | J-NETWORK「J-GIRLS Final Stage 2009」                                                                    | 2009年12月20日 |
| ×    | 神村江里加       | 2分5R終了 判定0-2          | J-NETWORK「J-GIRLS Champion Festival 2009」 【J-GIRLSミニフライ級タイトルマッチ】                        | 2009年7月26日  |
| ○    | パク・ウヨン     | 2分3R+延長R終了 判定3-0    | J-NETWORK「J-GIRLS 日韓対抗戦」                                                                          | 2009年5月24日  |
| ○    | パク・ウヨン     | 2分3R終了 判定3-0          | J-NETWORK「J-GIRLS Catch The stone〜2」                                                                  | 2009年4月5日   |
| ○    | 紅絹             | 2分3R終了 判定2-0          | J-NETWORK「J-GIRLS Final Stage 2008」 【J-GIRLSミニフライ級王座決定戦】                                  | 2008年11月9日  |
| ○    | 大島つばき       | 2分3R終了 判定3-0          | J-NETWORK「J-GIRLS Summer Kick Carnival」 【J-GIRLSミニフライ級次期挑戦者決定トーナメント 準決勝】       | 2008年7月21日  |
| ○    | まゆみ           | 2分3R終了 判定3-0          | J-NETWORK「J-GIRLS 菖蒲祭り」 【J-GIRLSミニフライ級次期挑戦者決定トーナメント 3回戦】                    | 2008年5月25日  |
| ○    | 勝山舞子         | 2分3R終了 判定3-0          | J-NETWORK「J-GIRLS 菖蒲祭り」 【J-GIRLSミニフライ級次期挑戦者決定トーナメント 2回戦】                    | 2008年5月25日  |
| ○    | 倉光智子         | 3R 1:00 KO（パンチ連打）   | J-NETWORK「J-GIRLS ひな祭り」 【J-GIRLSミニフライ級次期挑戦者決定トーナメント 1回戦】                    | 2008年3月2日   |
| ○    | Mai              | 2分3R終了 判定2-0          | J-NETWORK「J-GIRLS 十六夜祭り 〜NEW HEROINE COMING!!〜」 【ミニフライ級ニューヒロイントーナメント 決勝】 | 2007年9月9日   |
| ○    | 長井未果         | 2分3R終了 判定3-0          | J-NETWORK「J-GIRLS 七夕祭り 〜NEW HEROINE COMING!!〜」 【ミニフライ級ニューヒロイントーナメント 準決勝】 | 2007年7月1日   |
| ○    | ちはる           | 2分3R終了 判定3-0          | J-NETWORK「J-GIRLS 女祭り Final round」                                                                  | 2007年5月20日  |
| ○    | 彩               | 2分3R終了 判定3-0          | J-NETWORK「J-GIRLS 女祭り 2nd round」                                                                    | 2007年3月31日  |

## 入場テーマ曲
- 「ラジオ・スターの悲劇」（バグルス）

## 獲得タイトル
- 第2代J-GIRLSミニフライ級王座
- WPMF日本女子アトム級王座